# Heraclia interniplaga
Heraclia interniplaga is een vlinder uit de familie uilen (Noctuidae). De wetenschappelijke naam van deze soort is voor het eerst geldig gepubliceerd in 1891 door Mabille.
De soort komt voor in tropisch Afrika.